# Bơm cơ học

Nguyên lý làm việc của bơm cơ học

Bơm cơ học là một loại thiết bị tạo chân không thấp (dưới 10−3 Torr) dựa trên nguyên lý hút đẩy khí, nhờ một bộ phận bơm quay cơ học quay lệch trục. Bao bọc quanh hệ này là dầu nên đôi khi những người làm kỹ thuật ở Việt Nam còn gọi là bơm dầu.